# ミマ11船団
ミマ11船団（ミマ11せんだん）は、太平洋戦争後期の1944年9月に、ボルネオ島ミリからマニラへ出航した日本の護送船団である。マニラの情勢悪化のため約半数の船を選抜して高雄へ直行しようとしたが、アメリカ海軍潜水艦の攻撃で被害が続出し、途中で後続のマタ28船団（マタ28せんだん）に吸収された。マタ28船団も高雄を目指したが、再び潜水艦の攻撃による損害を受け、一部だけが目的地を変更して香港に到着した。

## 背景
太平洋戦争における日本の戦略上、占領した東南アジアからの石油の海上輸送は極めて重要であった。そこで、日本は、シンガポールと門司を結ぶ高速のヒ船団と、ボルネオ島ミリと門司をマニラ経由で結ぶ低速のミ船団の2種類の石油タンカー船団を設定し、シーレーン防衛を図っていた。しかし、バシー海峡周辺などに展開したアメリカ潜水艦の激しい攻撃にさらされ、大きな被害を出しつつあった。
一方、1944年（昭和19年）9月当時、フィリピンへの反攻作戦を目指すアメリカ軍は、着々と事前攻撃を進めていた。9月9日に第38任務部隊によりミンダナオ島を空襲、9月15日にはペリリュー島攻略とモロタイ島攻略を開始した。これに伴い、日本の石油船団に対する航空機の脅威も増大していた。
こうした中でタンカー7隻を中心とするミマ11船団は計画された。船団名の「ミマ」とは、ミリ発・マニラ行きを意味している。1944年4月以降、ミリ発の石油船団はミ船団として運航されるのが通常であったが、ミマ11船団は本来はミ16船団（ミ船団としては欠番）に相当する船団であったものが例外的な運航形態に変更されたものとも言われる。岩重（2011年）によれば、ミ16船団の往航にあたる門司発ミリ行き便のミ15船団が途中のマニラで打ち切られ、マニラ発のマミ10船団として再編のうえミリへ到着したため、復航もミ16船団ではなくミマ11船団として編成したと推定される。ミリ産の石油製品を満載したタンカー以外に7隻の輸送船が加入し、海防艦3隻と駆潜艇1隻の護衛が付くことになった。船団の指揮は、第12運航指揮官の篠田清彦大佐が執った。

## 航海の経過

### ミマ11船団
ミマ11船団は、9月15日にミリを出港した。日本海軍はレーダーが不備で夜間の索敵能力が劣ることから、敵潜水艦の奇襲を避けるために昼間航行に限定し、夜間は適当な湾に仮泊する戦術を採用した。そのため、沿岸伝いの小刻みなゆっくりとした航海になった。それでも敵潜水艦の攻撃を避けきることはできず、パラワン島沖でタンカー橘丸（日本油槽船：6539総トン）が魚雷の命中を受けたが、不発弾で助かった。また、貨客船今治丸（南洋海運委託：1986総トン、オランダ船De Klerkを拿捕したもの）は、出航直後の16日に日本側資料によれば潜水艦の攻撃、アメリカ側資料によれば空襲で沈没した。同船には移動中の陸軍関係者162人のほか、占領地で募集した労働者956人と慰安婦92人が乗船しており、うち陸軍軍属1人と労働者308人、慰安婦26人が死亡した。
9月21日、アメリカ第38任務部隊は、ミマ11船団の目的地であるマニラを初空襲した。第38任務部隊はルソン島周辺を遊弋して空襲を続け、24日にはコロン湾に退避していた日本の船団を襲って壊滅させるなど猛威をふるった。
こうした状況に日本側は、ミマ11船団に対して、マニラ地区の情勢が不良であると警告を発した。25日朝にバキット湾を出たところで警報に接した篠田大佐は、船団を分割し、タンカー主体の約半数だけでマニラを通過して高雄へ直行することにした。護衛艦はすべて高雄行きで続行し、燃料や水が不足する小型タンカーと一般貨物船など7隻は第32号海防艦の護衛でバキット湾に引き返した。安全地帯までマニラ行き船団を護衛した第32号海防艦は反転して船団を追及し、やがて合流した。
ミマ11船団は対潜警戒を一層厳重にして航行を続けたが、9月27日にアメリカの潜水艦群により捕捉された。まず午前8時7分に貨客船うらる丸（大阪商船：6373総トン）がフラッシャーの雷撃で乗船者600人以上のうち150人と錫やゴムなど軍需物資3000トンとともに沈没した。2時間後にはタンカー北喜丸（北川産業：5599総トン）もレイポンの雷撃で沈没していった。また、フラッシャーは橘丸も小破させた。船団は、救助活動の後に航行を続け、28日午前10時にサンバレス州サンタクルス湾（en）へとたどり着いた。
ミマ11船団は、サンタクルス湾に3日間身を潜めて態勢を立て直し10月1日午前7時に再出発した。水深が浅く潜水艦の行動しにくい沿岸をギリギリまでたどって北上したが、そこにはアメリカの潜水艦カブリラが待ち伏せをしていた。午前11時頃、まずタンカー瑞洋丸（日東汽船：7385総トン）がパイバン岬西方3kmで雷撃され、収容されていたうらる丸の遭難者120人のうち45人と積荷の重油13000トンとともに沈んだ。午前11時55分頃には、原油15000トンを積んだ1TL型タンカー旭邦丸（飯野海運：10059総トン）もカブリラの雷撃の餌食となった。旭邦丸には船員や警戒隊のほか歩兵第112連隊の一部が便乗していたが、生存者はわずか25人だった。第32号海防艦は反撃して、午後5時33分に敵潜水艦1隻撃沈確実を報じたが、アメリカ側に該当喪失艦は無い。
全速で現場を逃れた残存船団は、10月2日にサンフェルナンドへと入泊した。そして、ここで後続のマタ28船団を待つことになった。

### マタ28船団
ミマ11船団がサンフェルナンドに待機している間の10月3日、バターン半島カフカーベン沖で、新たな高雄行き便のマタ28船団（輸送船8隻・護衛艦2隻）が編成された。このうち、応急タンカー昭永丸（大阪商船：2764総トン）はミマ11船団から分離されてバキット湾に到着後マニラに回航されていた。翌4日午前1時に出航した船団は、同日夜をサンタクルーズで仮泊した後、5日午後6時にサンフェルナンドに到着した。ここでミマ11船団を吸収。さらに、海軍給油艦神威も護衛の駆潜艇2隻とともに合流した。
10月6日午前6時、マタ28船団は、輸送船12隻と護衛艦8隻の陣容でサンフェルナンドを出発した。このとき泊地の外には、ミマ11船団を襲ったアメリカの潜水艦カブリラが、まだ待ち構えていた。船団は潜水艦の攻撃を警戒して座礁ギリギリの接岸航法を採っていたが、午後3時半頃にカブリラの魚雷を受け、重油8500トン積載の1TM型タンカー第二山水丸（山下汽船：5154総トン）と、貨客船北嶺丸（東亜海運：2407総トン）が撃沈された。後者はパラオから日本に引き揚げる民間人230人などを乗せていたが、死者は5人だけで済んだ。
6日午後6時半、船団はラポッグ湾に逃げ込んだ。しかし夜半にアメリカ機動部隊が台湾沖に接近中との情報が入ったため、急遽、海南島の楡林港へと退避することになった。輸送船のうち照国丸、大峰丸、第八信洋丸の3隻は駆潜艇2隻とともに分離され、他の輸送船7隻と護衛艦6隻が緊急出港した。分離された船団のうち第八信洋丸（大光商船：1960総トン）は、7日にまたもカブリラの魚雷攻撃を受けて沈没し、他の2隻はラポッグ湾に残った。
10月7日午前6時頃、退避中の船団をさらに分割し、神威と橘丸が第8号海防艦と駆潜艇1隻の護衛を受けて先行することになった。しばらくは何事もなかったが、9日午前1時42分、橘丸は北緯19度33分 東経116度38分 / 北緯19.550度 東経116.633度の南シナ海上において、アメリカ潜水艦ソーフィッシュの雷撃により爆発沈没した。
一方、船団本隊の輸送船5隻は貨客船湖北丸（大阪商船：2578総トン）を基準船として隊形を組み、海防艦2隻と第20号掃海艇・第41号駆潜艇の護衛で航行を続けた。10月8日午後4時半に高雄の警戒警報解除を知らされたため、同日午後6時に反転して高雄へと針路を変えた。同日午後11時25分頃、北緯18度31分 東経116度00分 / 北緯18.517度 東経116.000度の南シナ海上で、船団は右舷前方からアメリカの潜水艦ホーの攻撃に遭った。船団の右列先頭に位置していた湖北丸は魚雷の航跡に気付いて緊急回避を試みたが、1発が命中して沈没した。被雷から1分半の短時間で沈んだため、乗船者762人中417人（遭難船員を中心とした民間人および船舶砲兵等）が死亡した。なお、アメリカ側はホーが第8号海防艦も損傷させたと判定している。
その後、10月9日になって高雄には再び警戒警報が発令されたため、船団本隊は高雄入港を断念、同日午後4時に針路を香港へと変えた。翌10日に沖縄がアメリカ機動部隊の十・十空襲に見舞われたことからも、続けて高雄が空襲を受ける危険は大きいと判断され、第一海上護衛隊より船団に香港行きが命じられている。11日午前10時過ぎに、輸送船4隻と護衛艦は香港へと入港し、同地で船団解散となった。なお、高雄を含む台湾一帯には、翌12日にアメリカ機動部隊が来襲し台湾沖航空戦が発生している。

## 結果
ミマ11船団は、後続のマタ28船団と合わせて10隻沈没の大損害を出し目的地の高雄へも着けないという惨憺たる結果に終わった。アメリカ機動部隊の動向に関する情報に振り回されて頻繁な目的地変更を繰り返したことが、船団の被害を大きくしたとも評価されている。マニラを経由しないで運航すれば航空機の脅威は小さくて済んだはずであるが、護衛兵力の不足から、ミリ発船団はマニラ経由で他の船団と合同で運航せざるを得なかった。ミマ11船団は、そうした限界が顕著に表れた事例でもあった。
なお、香港に到着した神威、昭永丸、貨客船北鮮丸（日本海汽船：2256総トン）、貨物船文山丸（宮地汽船：1990総トン）、同菱形丸（大阪商船委託：2832総トン、フィリピン船Bisayasを拿捕したもの）の5隻のうち、文山丸は16日に空襲を受けて撃沈されたが、神威は門司行きのホモ01船団に加入して神戸へ、昭永丸、北鮮丸、菱形丸は高雄行きのホタ01船団に加入して高雄へとそれぞれ向かい、いずれも無事に到着している。
このほかミマ11船団から途中で残置された船舶はいずれもマニラに回航され、このうち昭永丸は上述のようにマタ28船団に参加。残る6隻のうち3隻はマタ30船団に、辰春丸はマタ31船団に、マタ28船団からラポッグ湾で残置された2隻はマタ29船団にそれぞれ加入して高雄を目指したが、11月15日に到着した辰春丸を除き全て撃沈された。

## 編制
沈没船については船名を太字としている。

### ミマ11船団の編制
- 輸送船
  - 高雄直行 - タンカー橘丸、同第二山水丸、同旭邦丸、同瑞洋丸、北喜丸、貨客船うらる丸、同貨物船大峰丸
  - 途中残置 - タンカー昭永丸、同共栄丸、同第六共栄丸、貨物船信貴山丸、同辰春丸、同天晨丸、同第一眞盛丸
  - 貨客船今治丸（船団分割前の9月16日沈没）[注 3]
- 護衛艦 - 第8号海防艦、第25号海防艦、第32号海防艦、第28号駆潜艇

### マタ28船団の編制
- 輸送船
  - マニラより - タンカー昭永丸（応急タンカー）、貨客船湖北丸、同北嶺丸、同北鮮丸、貨物船文山丸、同第八信洋丸（ラポッグ湾残置後の10月7日沈没）、同照国丸（ラポッグ湾残置）、同菱形丸
  - 途中加入 - 給油艦神威、タンカー橘丸、同第二山水丸、貨物船大峰丸（ラポッグ湾残置）
- 護衛艦
  - 海防艦 - 第8号海防艦、第25号海防艦、第32号海防艦
  - 掃海艇 - 第20号掃海艇
  - 駆潜艇 - 第28号駆潜艇、第30号駆潜艇、第33号駆潜艇、第41号駆潜艇